# Лиела-Югла
Лиела-Югла (латыш. Lielā Jugla, рус. Большая Югла) — река в Латвии, правая составляющая реки Югла. Длина реки — 62 км, площадь водосборного бассейна — 1626 км².
Река Лиела-Югла образуется слиянием рек Суда (правая составляющая) и Мергупе (левая составляющая) у населённого пункта Сидгунда Малпилсского края. Течёт преимущественно в западном направлении через леса параллельно реке Маза-Югла. В нижнем течении протекает по Приморской низменности. Сливается с рекой Маза-Югла в юго-восточной части озера Юглас.
Река извилистая, берега преимущественно низменные. Дно каменисто-песчаное, местами небольшие пороги. Падение русла в верхнем течении — 3-4 м/км. У населённого пункта Сидгунда глубина составляет около 2 м. На берегах местами имеются девонские обнажения. В нижнем течении по берегам произрастают тростник, камыш и аир.